# 총회한국교회연구원
총회한국교회연구원(Research Center of the Presbyterian Church of Korea, RCPCK)은 서울특별시 종로구 종로5가 대학로3길 29(한국교회100주년기념관)에 위치하며 대한예수교장로회(통합) 교단과 한국교회가 생명과 평화의 소식을 온 땅에 증거하는 것을 원활하게 하기 위해 한국교회와 총회, 노회와 교회, 그리고 산하기관 및 유관 단체들이 하는 사업을 학술적으로 지원하며,연구를 통해 정책을 개발하고, 함께 실천하는 것을 목적으로 2016년 6월 1일에 세워진 총회 산하의 연구기관이다. 마을목회론을 개발하여 한국교회를 지원하고 있다.  이사장은 김순미 장로이며,  원장은 노영상 박사이다.

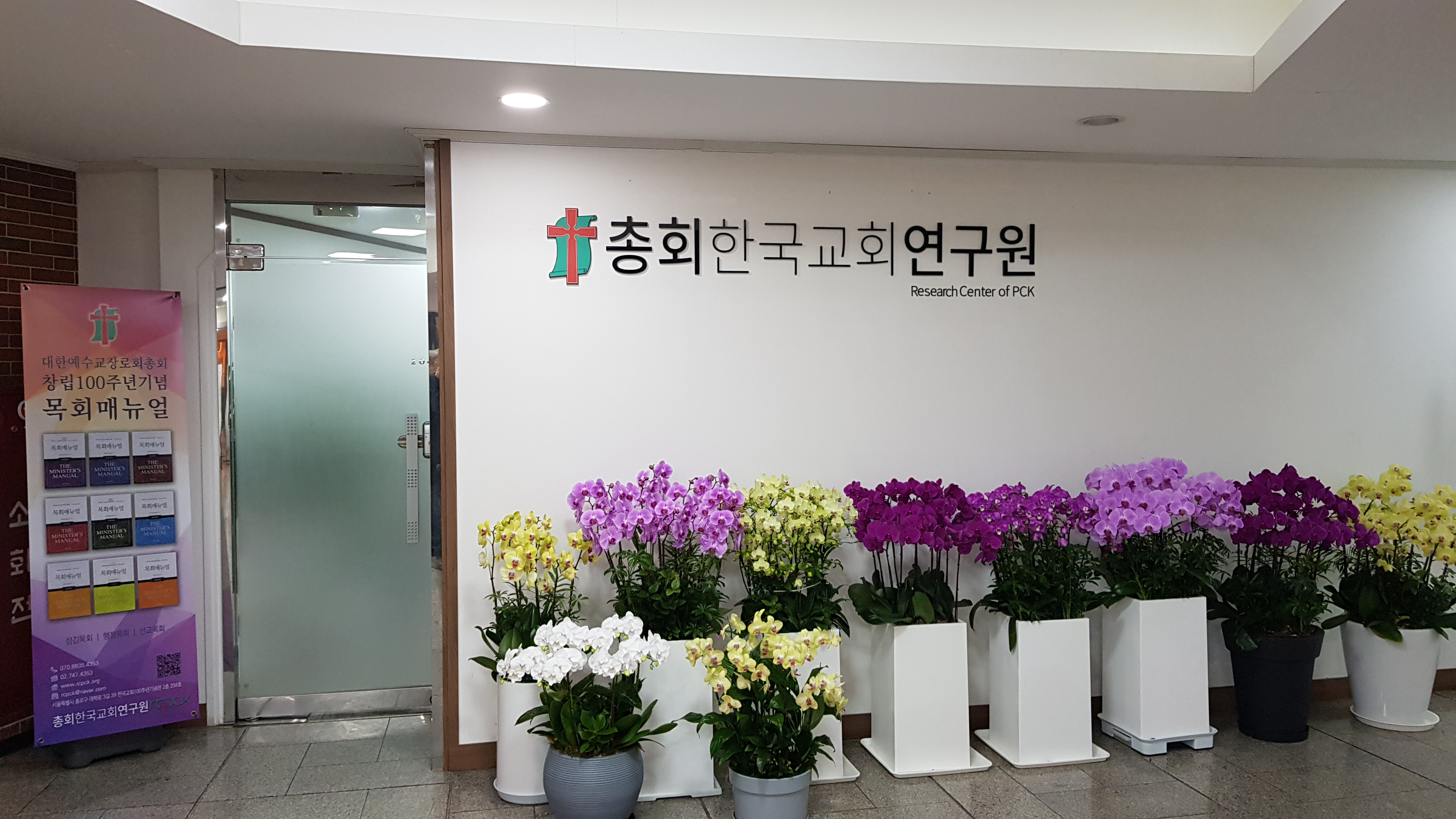
총회한국교회연구원

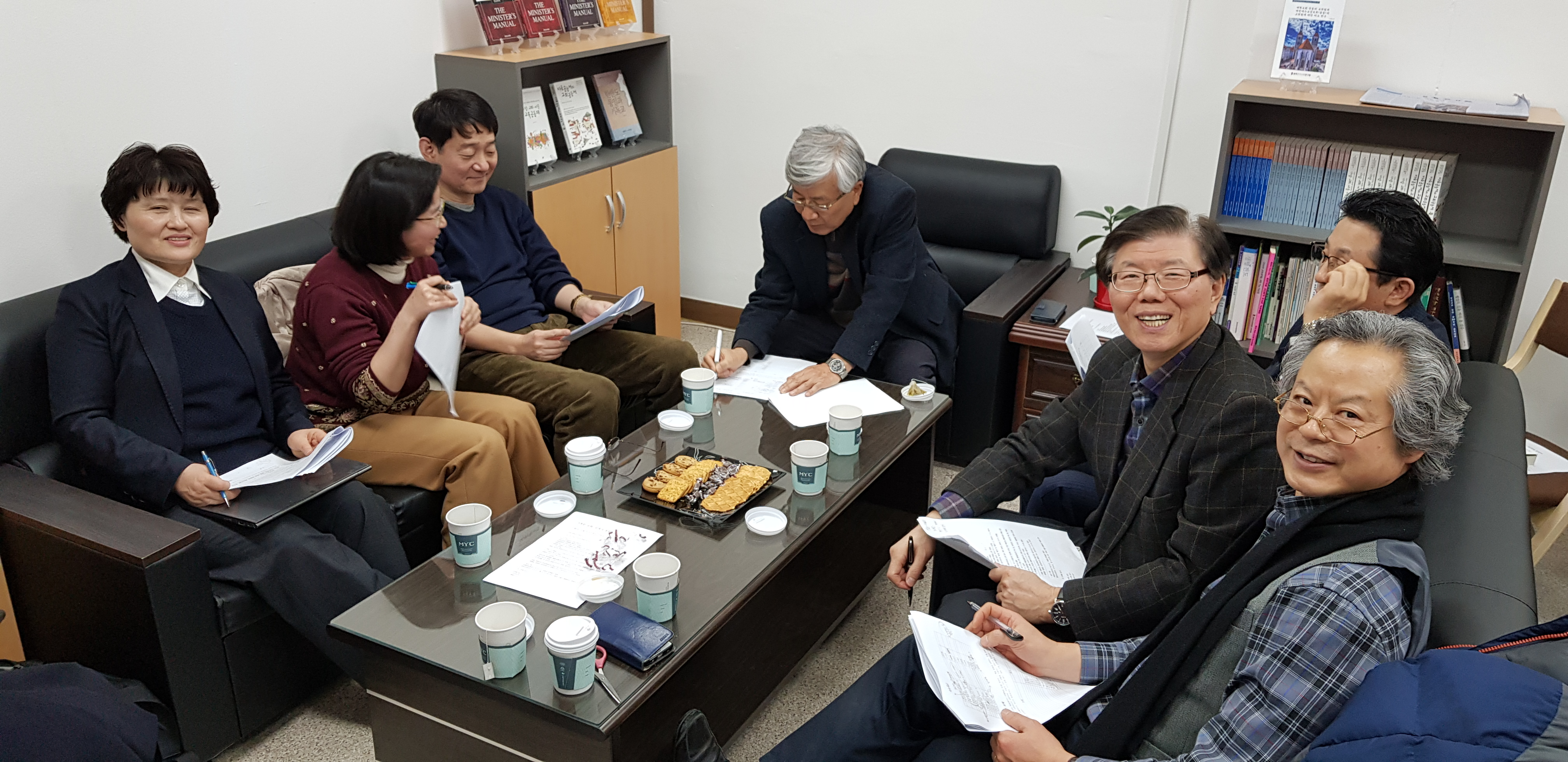
노영상박사와 김정준박사등이 함께한 총회한국교회연구원 모임 2018년 2월 7일

## 활동사역
위기와 정체기의 한국교회를 새롭게 하여 더 성숙한 교회로 성장시키기 위한 연구를 통해 오늘의 사회 환경과 교회 환경에 대해 면밀히 분석하고, 이에 대한 교회의 구체적인 대안을 만들고 공적으로 한국교회에 소개하고 출판을 하고 있다.

## 임원 소개
- 원장: 노영상
- 이사장: 김순미 장로
- 부이사장: 김의식 목사, 이재훈 목사, 박한규 장로
- 서기: 김성철 목사
- 회계: 전학수 장로
- 감사: 이정원 목사, 안옥섭 장로
- 간사: 김신현 목사

## 이사진 소개
- 김순미 장로(영락교회)
- 김의식 목사(치유하는교회)
- 이재훈 목사(온누리교회)
- 박한규 장로(학장제일교회)
- 김성철 목사(산성교회)
- 전학수 장로(진주대광교회)
- 이정원 목사(주하늘교회)
- 안옥섭 장로(강서갈릴리교회)
- 강주성 목사(광주서석교회)
- 권대현 목사(광주제일교회)
- 김명석 목사(구례제일교회)
- 김승학 목사(안동교회)
- 김요한 목사(월광교회)
- 김원웅 목사(방림교회)
- 김윤태 목사(신성교회)
- 김한호 목사(춘천동부교회)
- 류정길 목사(제주성안교회)
- 박선용 목사(가경교회)
- 박진석 목사(포항기쁨의교회)
- 손석호 목사(신영교회)
- 손윤탁 목사(남대문교회)
- 송태승 목사(창신교회)
- 신정호 목사(전주동신교회)
- 안영호 목사(생명의빛교회)
- 유갑준 목사(송정제일교회)
- 이규호 목사(큰은혜교회)
- 이양재 목사(명성비전교회)
- 이종학 목사(진안제일교회)
- 이현범 장로(유덕교회)
- 이형규 장로(효성교회)
- 이혜춘 목사(김녕교회)
- 임인채 목사(동해장로교회)
- 임충은 목사(세종제일교회)
- 정명철 목사(도림교회)
- 정연수 목사(일곡중앙교회)
- 조용선 목사(온무리교회)
- 조주희 목사(성암교회)
- 한홍신 목사(성민교회)
- 허요환 목사(안산제일교회)
- 허태호 목사(새희망교회)
- 황형찬 목사(남산중앙교회)
- 최효녀 회장(여전도회전국연합회)
- 원장 노영상 목사
- 부원장 박진석 목사(가스펠투데이)
- 부원장 김명찬 목사(대전염광교회)
- 총회파송 이사 ① 당연직 김보현 목사(총회 사무총장)
- 총회파송 이사 ② 당연직 문장옥 목사(총회 국내선교부 총무)

## 연구원 소개

### 교단 신학대학
- 이규민 교수
- 변창욱 교수
- 강성열 교수
- 최광선 교수
- 차정식 교수
- 이종록 교수
- 배현주 교수
- 천병석 교수
- 김승호 교수
- 안승오 교수
- 송인설 교수
- 조광호 교수
- 정원범 교수
- 정창교 교수

### 기관 및 연구소 (ㄱ,ㄴ,ㄷ 순)
- 김명옥 총무(총회교육자원부)
- 김창환(요크세인트존대)
- 문시영 교수(남서울대학교)
- 박승호 목사(목회자성서연구원)
- 박준수 박사(에든버러대학교)
- 배경임 연구원(크리스천아카데미)
- 김보현 사무총장(대한예수교장로회 총회)
- 안명준 교수(평택대학교)
- 이근복 원장(크리스천아카데미)
- 이상명 총장(미주장신대)
- 이선이 박사(합동신학대학원대학교)
- 이승구 교수(합동신학대학원대학교)
- 이원우 교수(칼빈대학교)
- 이장형 교수(백석대학교)
- 조무성 교수(고려대학교)
- 조병호 박사(성경통독원)
- 조성돈 교수(실천신학대학원대학교)
- 진방주 목사(영등포산업선교회)
- 최상도 교수(호남신학대학교)
- 홍인식 목사(순천중앙교회)

## 총회한국교회연구원 ‘마을목회’ 시리즈 총목록
1. 총회한국교회연구원. 『마을목회 매뉴얼』 (2017).
2. 조용훈. 『마을공동체와 교회공동체』 (2017).
3. 김도일. 『더불어 행복한 가정 교회 마을 교육공동체』 (2018).
4. 성석환. 『지역공동체와 함께 하는 교회의 새로운 도전들』 (2018).
5. 노영상 편. 『마을교회와 마을목회(이론편)』 (2018).
6. 노영상 편. 『마을교회와 마을목회(실천편)』 (2018).
7. 김도일 편. 『성경공부 교재, 제1권: 하나님 나라를 구현하는 마을목회』 (2018).
8. 한국일 편. 『성경공부 교재, 제2권: 마을과 함께하는 교회』 (2018).
9. 신 정 편. 『성경공부 교재, 제3권: 주민과 더불어 마을목회 실천하기』 (2018).
10. 노영상 편. 『성경공부 교재, 제4권: 세상을 살리는 마을목회』 (2018).
11. 한경호 편. 『협동조합운동과 마을목회』 (2018).
12. 한국기독교사회복지실천학회 편. 『마을목회와 지역사회복지』 (2019).
13. 한경호 편, 『마을을 일구는 농촌 교회들』 (2019)
14. 노영상 외. 『마을목회개론』 (2020).
15. 오상철. 『사회적 봉사와 섬김을 중심으로 한 한국교회 통계조사』 (2020).
16. 송민호. 『나는 선교적 교회를 믿는다』 (2020).
17. 노영상 편. 『온누리교회의 더멋진세상 만들기 선교』 (2020).
18. 유미호. 『생명살림 마을교회』 (2020).
19. 총회한국교회연구원 편. 『마을목회의 프런티어 교회들』 (2020).
20. 노영상, 김도일 편. 『마을을 품고 세상을 살리는 프런티어 목회』 (2021).
21. 노영상 편. 『코로나19 팬데믹 시대의 마을목회와 교회건물의 공공성』 (2021).
22. 가정교회마을연구소 편. 『전 세대와 소통하는 선교적 교회 교육』 (2022).

## 같이 보기
- 노영상
- 한국외항선교회